# Finnen

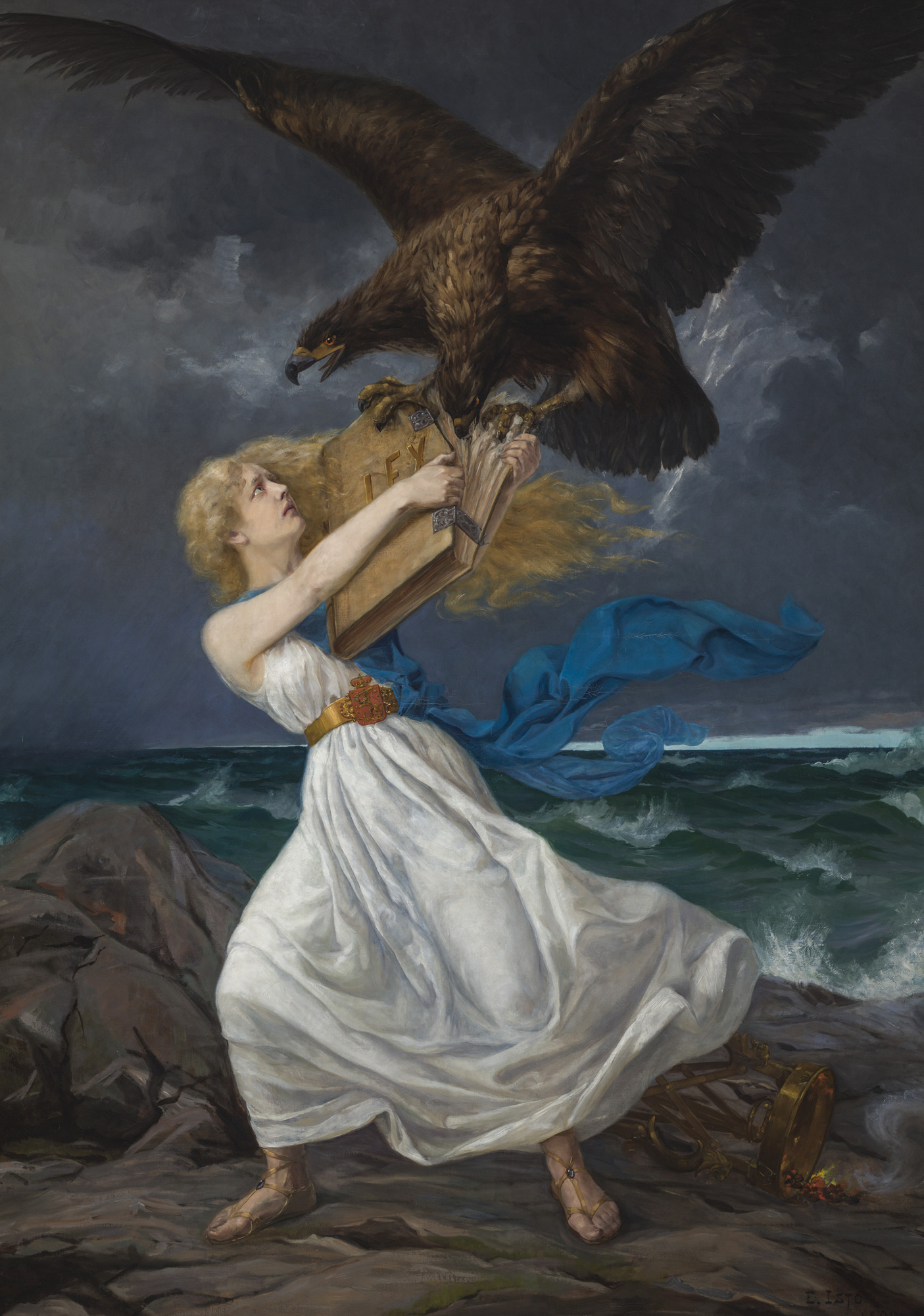
Die Jungfrau Finnland, die als nationale Personifikation gilt, beschützt das (aus schwedischer Zeit stammende) Gesetzbuch (Lex) gegen den russischen Doppelkopfadler (Gemälde von Eetu Iso, 1899)

Die Finnen (finnisch suomalaiset; schwedisch finnar) sind ein finno-ugrisches Volk in Nordeuropa und die Titularnation Finnlands. Finnische Minderheiten gibt es auch in den Nachbarländern, Nachkommen finnischer Auswanderer leben vor allem in Nordamerika.
Als Finnen werden unabhängig von der ethnischen Zugehörigkeit auch die Staatsbürger Finnlands bezeichnet. Dieser Artikel behandelt nur die ethnischen Finnen. Zu anderen im Land lebenden Gruppen siehe den Artikel zu den Finnlandschweden und Samen sowie die entsprechenden Abschnitte im Artikel zu Finnland.

## Ethnonym
Die überwiegende Mehrheit der Finnen spricht die finnische Sprache, die zur uralischen und innerhalb dieser zur finnougrischen Sprachfamilie gehört.
Die genaue Definition des Begriffs „ethnischer Finne“ kann variieren, insbesondere was die Frage betrifft, inwieweit die schwedischsprachigen Bevölkerungsteile Finnlands, die sogenannten Finnlandschweden, den ethnischen Finnen zuzurechnen sind, obwohl sie in der Regel Schwedisch als Muttersprache sprechen. Viele Finnlandschweden selbst betrachten sich nicht als ethnische Minderheit Finnlands, sondern als „schwedischsprachige Finnen“ und ihre Kultur als integralen Bestandteil der finnischen Kultur.
Das finnische Statistikamt klassifiziert die Bevölkerung Finnlands nach Staatsbürgerschaft, Geburtsland und Muttersprache, jedoch nicht nach ihrer ethnischen Zugehörigkeit. Demnach waren im Jahr 2007 etwa 91,2 % der Einwohner finnisch- und 5,5 % schwedischsprachig.
Ausländische Statistiken behandeln die Finnlandschweden oft als eine von den Finnen unterschiedene Ethnie. So gibt der Fischer Weltalmanach im Jahr 2015 an, dass 92 % der Bevölkerung Finnlands Finnen und 6 % Finnlandschweden seien. Das im Brockhaus-Verlag erschienene Jahrbuch Harenberg Aktuell 2008 sprach sogar von 93 % Finnen und 6 % Schweden (nicht Finnlandschweden) ebenso das vom Spiegel herausgegebene Jahrbuch 2005 und das CIA World Factbook.
Auch die genaue Abgrenzung zu anderen Finnougriern ist oft eine Definitionsfrage. So gibt es in Schweden, Russland (Karelien) und Norwegen alteingesessene finnischstämmige Minderheiten (siehe unten), die manchmal als Finnen, manchmal als eigene Volksgruppen angesehen werden.
Des Weiteren sind durch Auswanderung in den letzten 200 Jahren auch in Kanada und in den USA, hier vor allem im Nordwesten des heutigen Bundesstaates Michigan, nennenswerte finnische bzw. finnischstämmige Bevölkerungsgruppen entstanden.

## Geschichte der Finnen

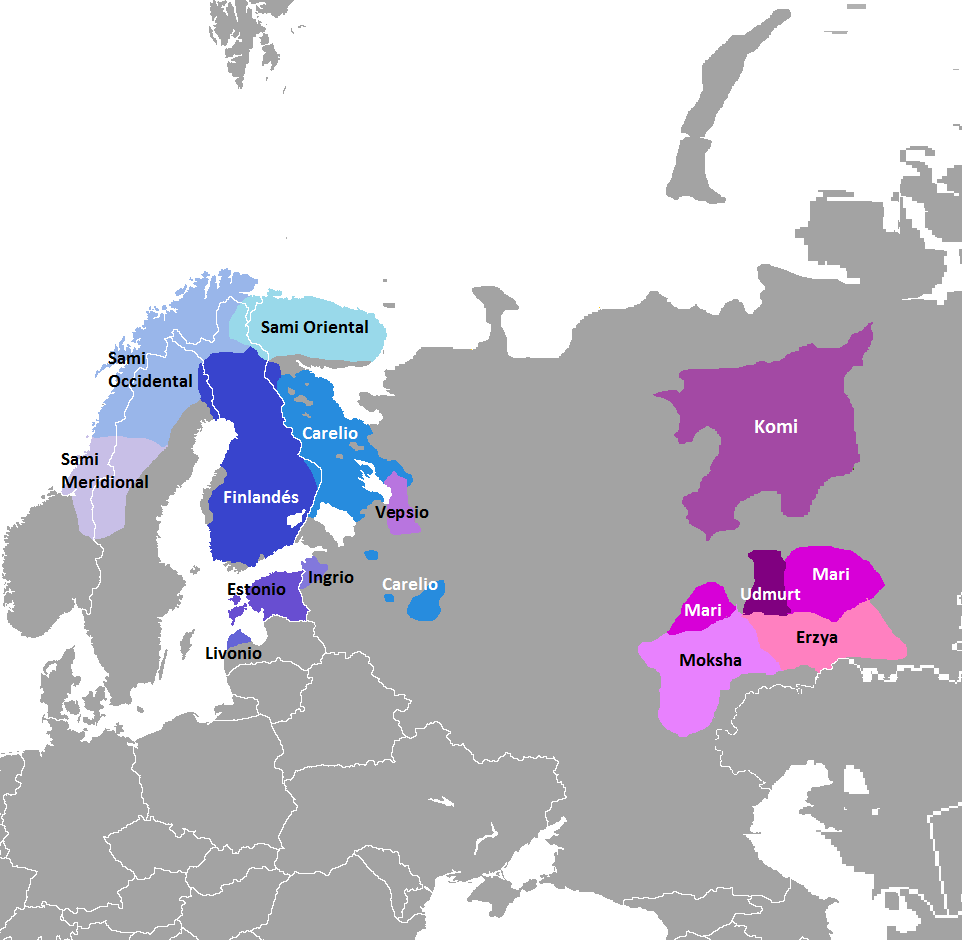
Heutige Verbreitung der Standardsprachen des s.g. finno-permischen Zweigs der finnougrischen Sprachen

Die bis zum Beginn des 20. Jahrhunderts umstrittene sprachliche Verwandtschaft von Finnen und Ungarn gilt heute als bewiesen; beide Gruppen stammen demnach von gemeinsamen finnougrischen und damit uralischen Vorfahren ab. Die Zuordnung der uralischen Sprachgruppe zu einer größeren uralaltaischen Sprach- und Völkerfamilie (und damit eine Verwandtschaft mit den zur altaischen Gruppe zählenden Turk- und mongolischen Völkern) wird inzwischen als überholt betrachtet. Noch nicht vollständig geklärt ist, wie nah die Finnen mit dem Volk der Samen verwandt sind, die ebenfalls  eine finnougrische Sprache sprechen. Die nächsten Verwandten der Finnen sind die Karelier, die oft zu den Finnen selbst gerechnet werden, und die Esten.

### Etymologie und Mythologie

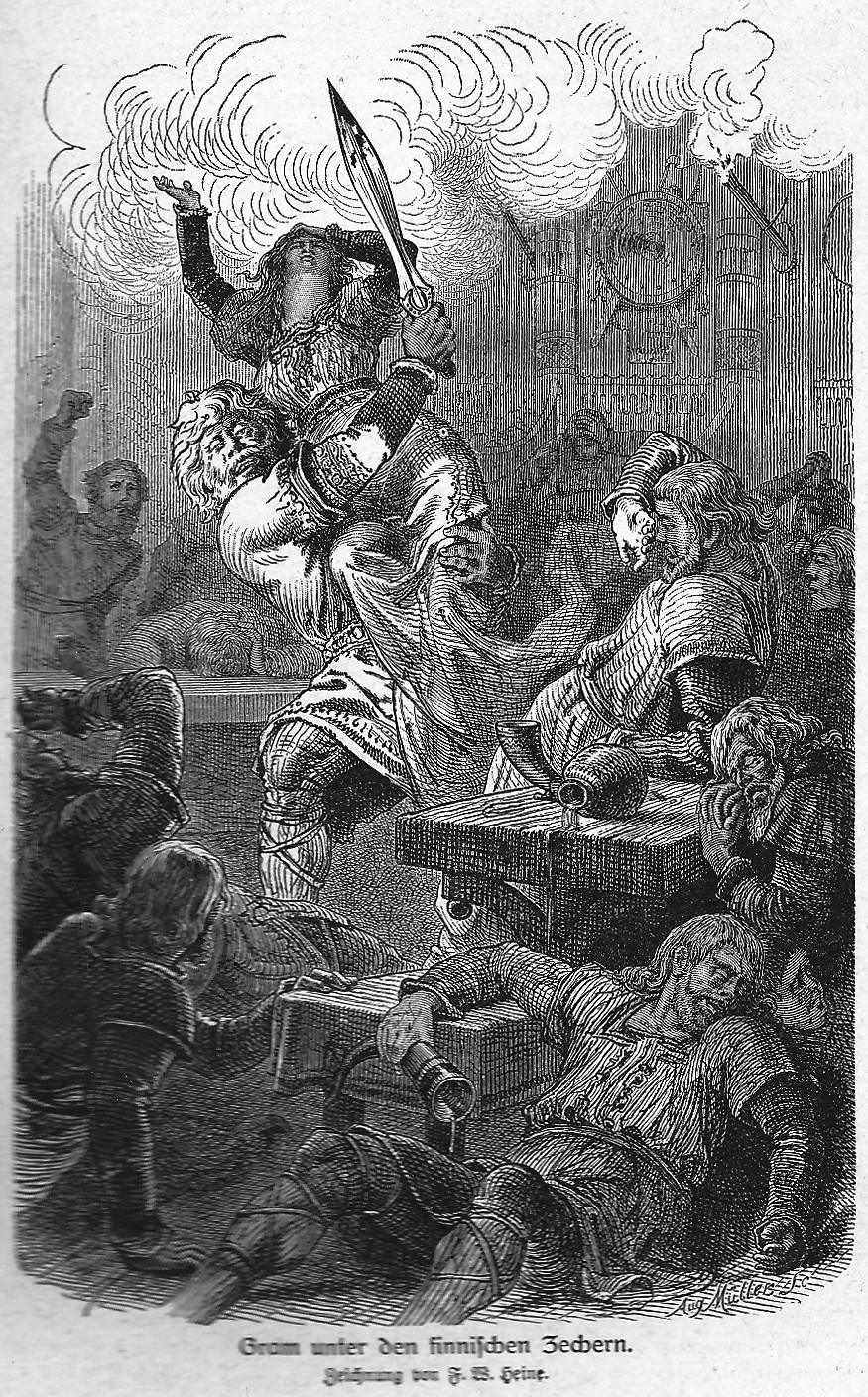
Sumbles Tochter Signe wird den Finnen vom Dänenkönig Gram geraubt (Darstellung von F. W. Heine, 1921)

Am Ende des 1. Jahrhunderts n. Chr. erwähnt der römische Historiker Tacitus in seinem Werk Germania die Fenni und Aestii, die jenseits der germanischen Völker siedelten, meinte damit aber wahrscheinlich die Samen und Balten und nicht Finnen und Esten. Die Reichschronik Gesta Danorum des Saxo Grammaticus überliefert den Namen eines Königs der Finnen namens Sumble (auch als Sumle und Sumli auftretend), von dem sich der Landesname Suomi und somit der Volksname Suomalaiset ableiten soll. Finnische Überlieferungen hingegen kennen keinen König dieses Namens.
Die (jüngere) Snorra-Edda (bzw. ihr Prolog) erwähnt einen norwegischen König namens Säming, der wohl von den Samen abstammte, und die (ältere) Edda (bzw. die Völundarkviða) erzählt von drei Söhnen eines Königs der Finnen, die gegen den Schwedenkönig gekämpft haben sollen. Einer dieser Söhne, Wieland der Schmied, entspricht offenbar Ilmarinen, dem Haupthelden des finnischen Nationalepos Kalevala.
Finnische Mythologie und samische Mythologie haben die nordische Mythologie und die nordgermanische Religion ebenso stark beeinflusst wie umgekehrt die finnische und samische Mythologie von der nordgermanischen beeinflusst wurde.
In einigen nordgermanischen und altenglischen Sagen wurden alle Finnen und Samen gleichermaßen als Kvenen sowie das gesamte von ihnen bewohnte Gebiet als Kvenland (Nordnorwegen, Nordschweden, Finnland) bezeichnet. Heute nur noch die Angehörigen einer zahlenmäßig kleinen Untergruppe der Finnen in Norwegen werden Kvenen genannt.

### Ethnogenese und Landnahme

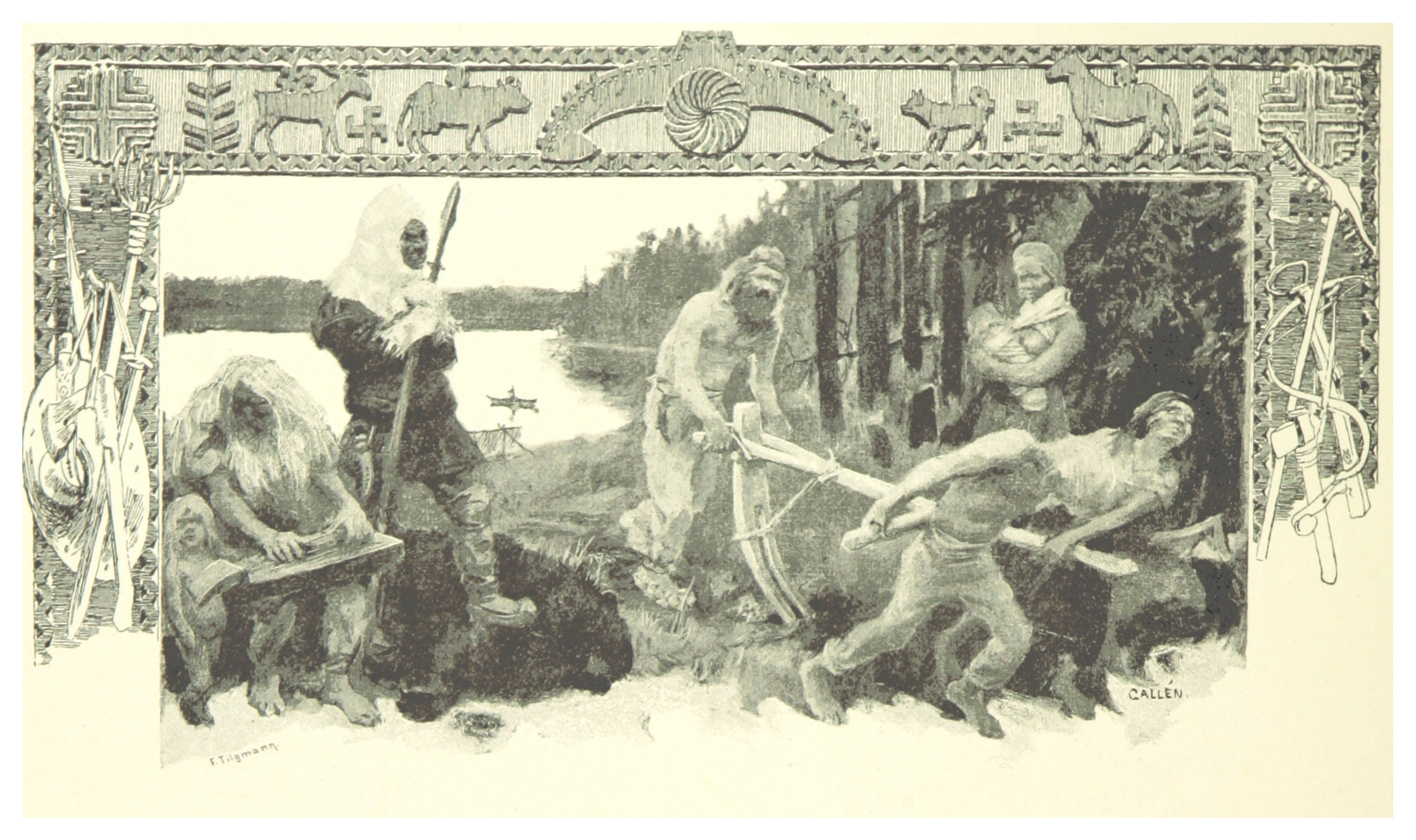
Die Landnahme der ersten Finnen (Darstellung von Axel Gallén, 1894)

Vom Ural kommend, breiteten sich finno-permische bzw. protofinnische Völker ab dem 3. Jahrtausend vor unserer Zeitrechnung über Nordosteuropa nach Skandinavien und ins Baltikum aus, womit ihre Aufspaltung bzw. allmähliche Trennung einherging. Zuerst lösten sich die Permier bzw. Biarmier/Bjarmen (die Vorfahren der Komi/Syrjänen und Udmurten/Wotjaken) aus der Völkerfamilie und ließen sich am Weißen Meer nieder, während die Wolga-Finnen nach Südwesten zogen. Dann führten unterschiedliche klimatisch-geographische Bedingungen und die dadurch bedingte verschiedene Lebensweise auch zur unterschiedlichen Entwicklung der Samen und Ostseefinnen. Letztere wiederum schieden sich räumlich in Finnen nördlich des Finnischen Meerbusens und Esten südlich davon.
Irgendwann zwischen dem Beginn unserer Zeitrechnung und dem Jahr 700 drangen finnische Stämme nach Süd- und Westfinnland vor. Die samischen Nomaden (Rentierzüchter) wurden in der Folgezeit von den finnischen Ackerbauern nach Norden abgedrängt. Vermutlich auf dem Landweg über die Karelische Landenge kam der finnische Stamm der Tavasten (auch als Tavastier, Tavastländer, Hämen, Hämier, Jemen bezeichnet) nach Mittelfinnland, teilweise auf dem Seeweg über den Finnischen Meerbusen kamen die „eigentlichen Finnen“ von Estland nach Südwestfinnland. Die den Tavasten auf etwas nördlicherer Route folgenden Karelier ließen sich in Südostfinnland nieder. Üblicherweise wird von diesen drei Hauptstämmen ausgegangen („eigentliche Finnen“, Tavasten und Karelier), gelegentlich aber auch von nur zwei (die „eigentlichen Finnen“ als Untergruppe der Tavasten) oder sogar vier (die Savolaxen in Ostfinnland als Mischvolk aus Tavasten und Kareliern).
Zur Herausbildung des heutigen finnischen Volkes kam es erst im späten Mittelalter und der Neuzeit, da in Finnland – im Gegensatz zu Dänemark, Schweden und Norwegen – keine frühe Reichseinigung unter einem nationalen Königtum stattgefunden hatte. Die Clans der „eigentlichen Finnen“, der Tavasten und der Karelier lagen im ständigen Kampf um Jagdreviere, Fischgründe und Acker- bzw. Weideland – sowohl gegeneinander als auch gegen Schweden, Russen und Samen. Erst im Selbstbehauptungskampf gegen Schwedische Kreuzzüge und russisches Ausgreifen nach Karelien begannen allmählich zunächst die „eigentlichen Finnen“ mit den Tavasten zu verschmelzen. Noch im 16. Jahrhundert verheerten Tavasten und Karelier gegenseitig ihre jeweiligen Gebiete, dann verschmolzen auch sie allmählich miteinander – allerdings nicht vollständig, denn die unter russische Herrschaft gelangten Karelier nahmen eine getrennte Entwicklung. Anders als die übrigen Finnen assimilierten die Karelier übrigens auch jene Reste der Permier, die von den Russen ebenfalls nach Norden abgedrängt worden waren.

### Christianisierung und Indoeuropäisierung

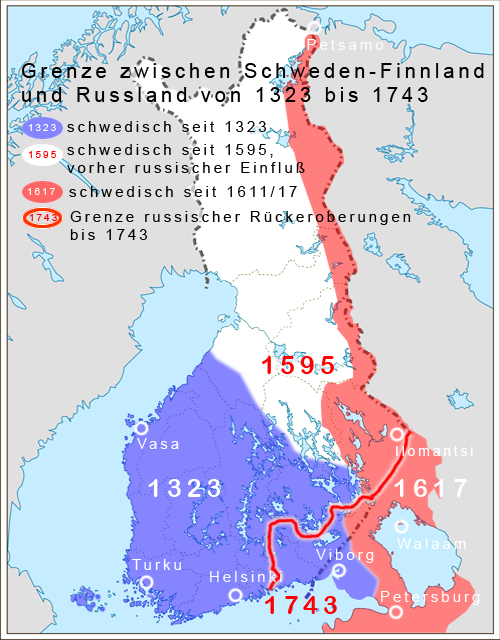
Veränderungen der Territorialgrenzen zwischen Schwedischem und Russischem Reich vom 14. bis 18. Jahrhundert

Das Christentum war nicht erst mit den Kreuzzügen im 12. und 13. Jahrhundert zu den Finnen gekommen. Vereinzelte schwedische, dänische, norwegische und deutsche Händler und Missionare hatten schon im 11. Jahrhundert (archäologische) Spuren in Süd- und Westfinnland hinterlassen; auf schwedischen Handelsplätzen wiederum kamen finnische Händler mit dem Christentum in Kontakt. In drei Kreuzzügen wurden zuerst die „eigentlichen Finnen“, dann die Tavasten und schließlich ein Teil der Karelier zum Katholizismus bekehrt und schwedischer Herrschaft unterworfen. Ein anderer Teil der Karelier hatte im 13. Jahrhundert das orthodoxe Christentum angenommen, und im 14. Jahrhundert begannen orthodoxe Russen, vom Kloster Walaam aus nicht mehr nur in Karelien, sondern auch in Lappland zu missionieren. Nach schwedisch-russischen Auseinandersetzungen wurde Finnland 1323 im Vertrag von Nöteborg geteilt. Zu Beginn des 16. Jahrhunderts wurde die Macht der katholischen Kirche durch die auch Finnland in Mitleidenschaft ziehenden dänisch-schwedischen Unionskriege erschüttert. Als von den Schweden die Reformation auch in Finnland eingeführt wurde, waren russische Mönche bereits durch Karelien und Lappland bis in den hohen Norden vorgedrungen und versuchten, auch die Samen zum orthodoxen Glauben zu bekehren.
Die Niederschlagung der katholischen Opposition (Sezessionsbestrebungen Johanns III. 1556/63, Keulenkrieg 1596/97, Bürgerkrieg gegen Sigismund III. 1598/99) und die Zurückdrängung der russischen Grenze (Friede von Teusina 1595, Frieden von Stolbowo 1617) sicherten den Sieg des evangelisch-lutherischen Glaubens und der Evangelisch-Lutherischen Kirche Finnlands. Erst 1781 wurde den Katholiken im schwedischen Teil Finnlands wieder die freie Religionsausübung garantiert, doch neue katholische Kirchen wurden ab 1799 zunächst nur im russischen Teil Finnlands gebaut. Nichtchristliche Religionen blieben bis zum Ende der schwedischen Herrschaft verboten.

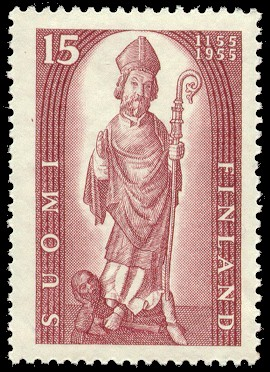
Bischof Heinrich († 1157) wurde zum finnischen Nationalheiligen
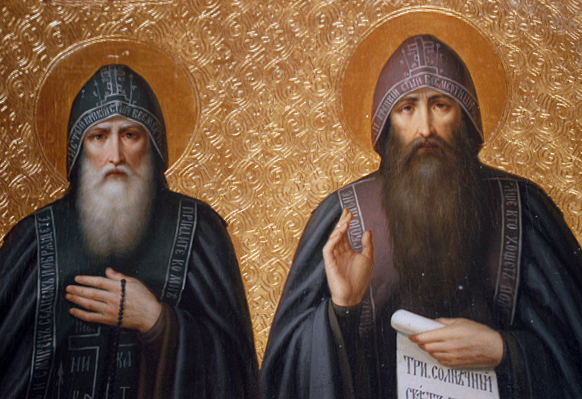
Die Heiligen Herman und Sergej missionierten vom Kloster Walaam aus
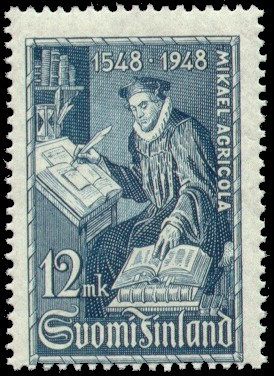
Mikael Agricola († 1557) führte die Reformation in Finnland ein

Schweden waren nicht erst mit den Kreuzzügen ins Land gekommen, sondern hatten sich vereinzelt schon ab dem 9. Jahrhundert an der Süd- und Westküste Finnlands niedergelassen. Obwohl Finnland bis 1809 unter schwedischer Herrschaft verblieb, kam es zu keiner Verschmelzung von Schweden und Finnen – wohl aber zu einer starken Vermischung, zunächst vor allem zwischen schwedischem und finnischem Adel. Die Finnen wurden so allmählich „indoeuropäisiert“, das Genprofil der Finnen weist heute einen Anteil von 80 Prozent europäischer (vor allem skandinavischer) Gene auf. Genetisch und anthropologisch gibt es heute zwischen den Finnen, die sich mit den Schweden vermischt haben, und den mit den Finnen ursprünglich verwandten Samen, die bis ins 20. Jahrhundert weitgehend isoliert im Norden des Landes lebten, erkennbare Unterschiede. Die Christianisierung (und die Reformation) führte auch kulturell zur Europäisierung der Finnen, wobei in den Städten Westfinnlands neben den skandinavischen auch westeuropäische Einflüsse dominierten (neben Schweden, Dänen und Norwegern auch Deutsche, Engländer, Schotten und Franzosen), während der eher ländliche Osten (Karelien) Elemente der russischen und griechischen Kultur aufnahm.

### Nationalgefühl und Nationalismus

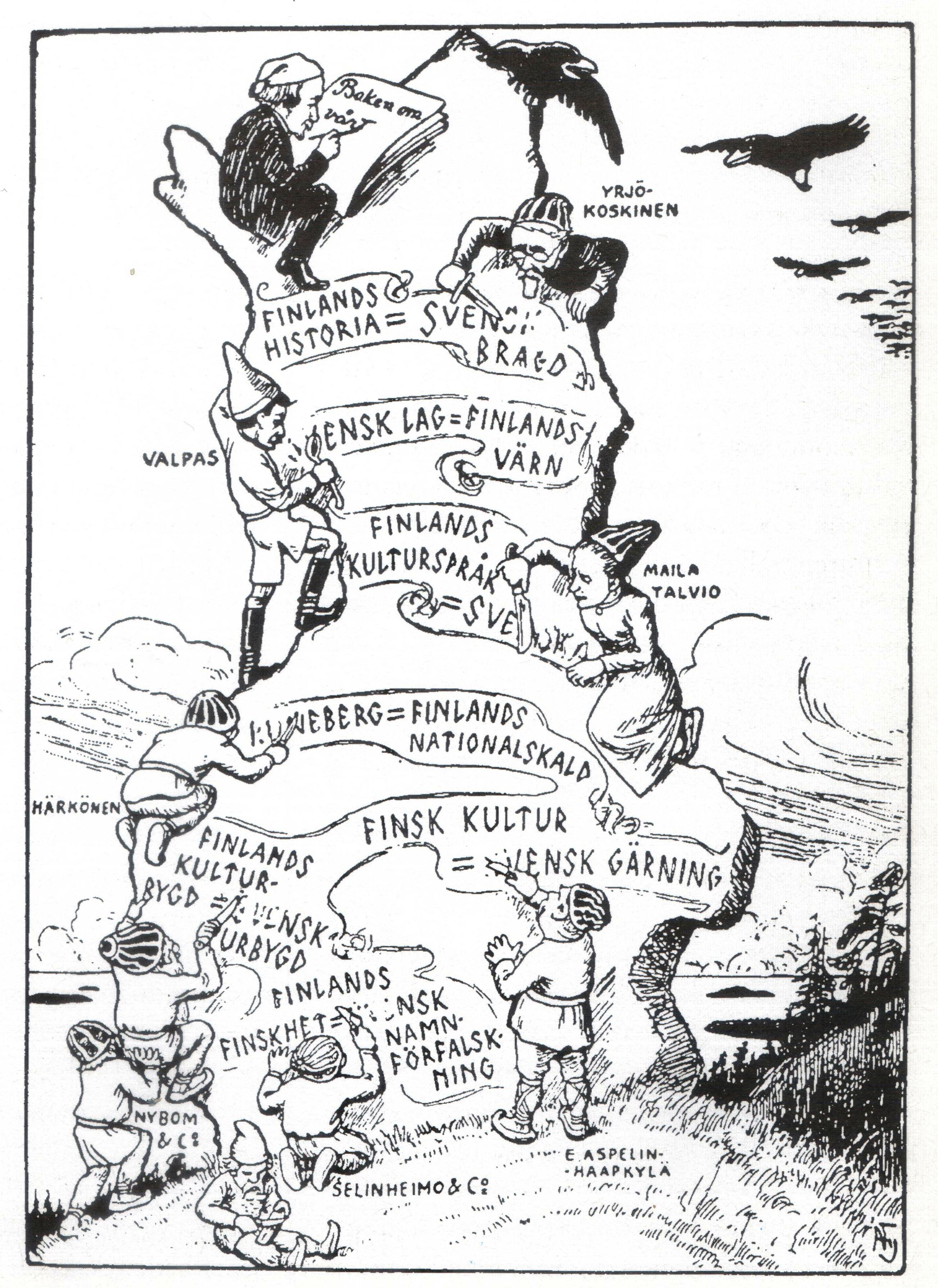
Schwedische Karikatur der Zerstörung des schwedischen Kulturerbes durch die Fennomanen

Der Anfang des 18. Jahrhunderts war auch der Anfang vom Ende der schwedischen Herrschaft in Finnland. Karl XII. hatte sich mit seinem Großen Nordischen Krieg gegen Dänemark-Norwegen, Sachsen-Polen und Russland übernommen. Das schwedische Heer wurde 1709 bei Poltawa von den Russen vernichtet, und bei ihrer Gegenoffensive schlugen die Russen 1714 bei Storkyro auch die finnischen Truppen. Finnland wurde verheert, geplündert und besetzt. 21 Jahre Krieg ruinierten die Wirtschaft und entvölkerten das Land: Allein an Soldaten verloren Schweden und Finnland 200.000 Mann, ein Großteil der Zivilbevölkerung verhungerte. Zwei Jahrzehnte später führte ein gescheiterter Revanchekrieg zum Verlust von Karelien und Altfinnland. Der um seine Existenzgrundlagen fürchtende finnlandschwedische Adel opponierte zunehmend gegen eine antirussische Ausrichtung der schwedischen Politik und der Volksmeinung in Schweden. Der Anjalabund versuchte beim Ausbruch eines erneuten Krieges 1788 sogar, König Gustav III. zu stürzen und/oder Finnland mit russischer Hilfe von Schweden zu lösen.

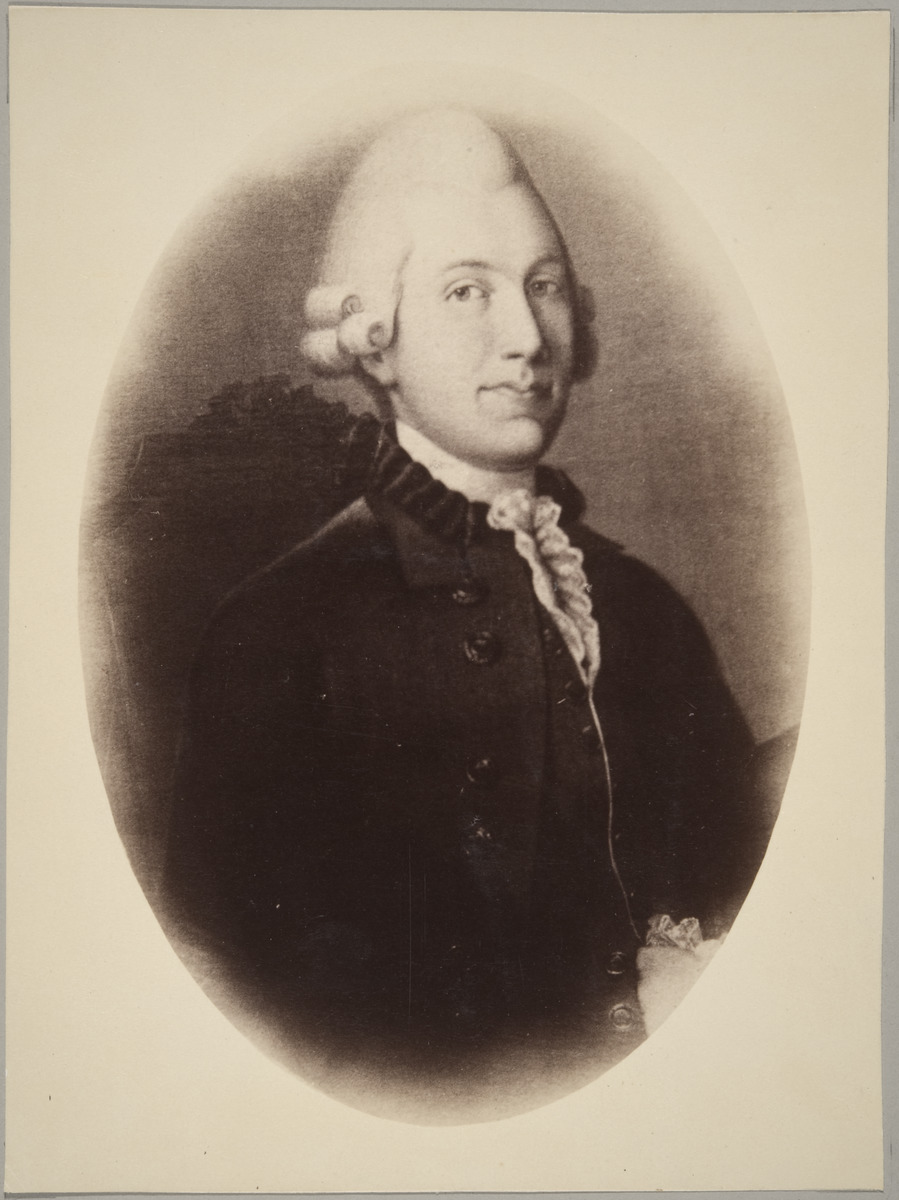
Oberst Hästesko gehörte zu den Verschwörern des Anjalabundes
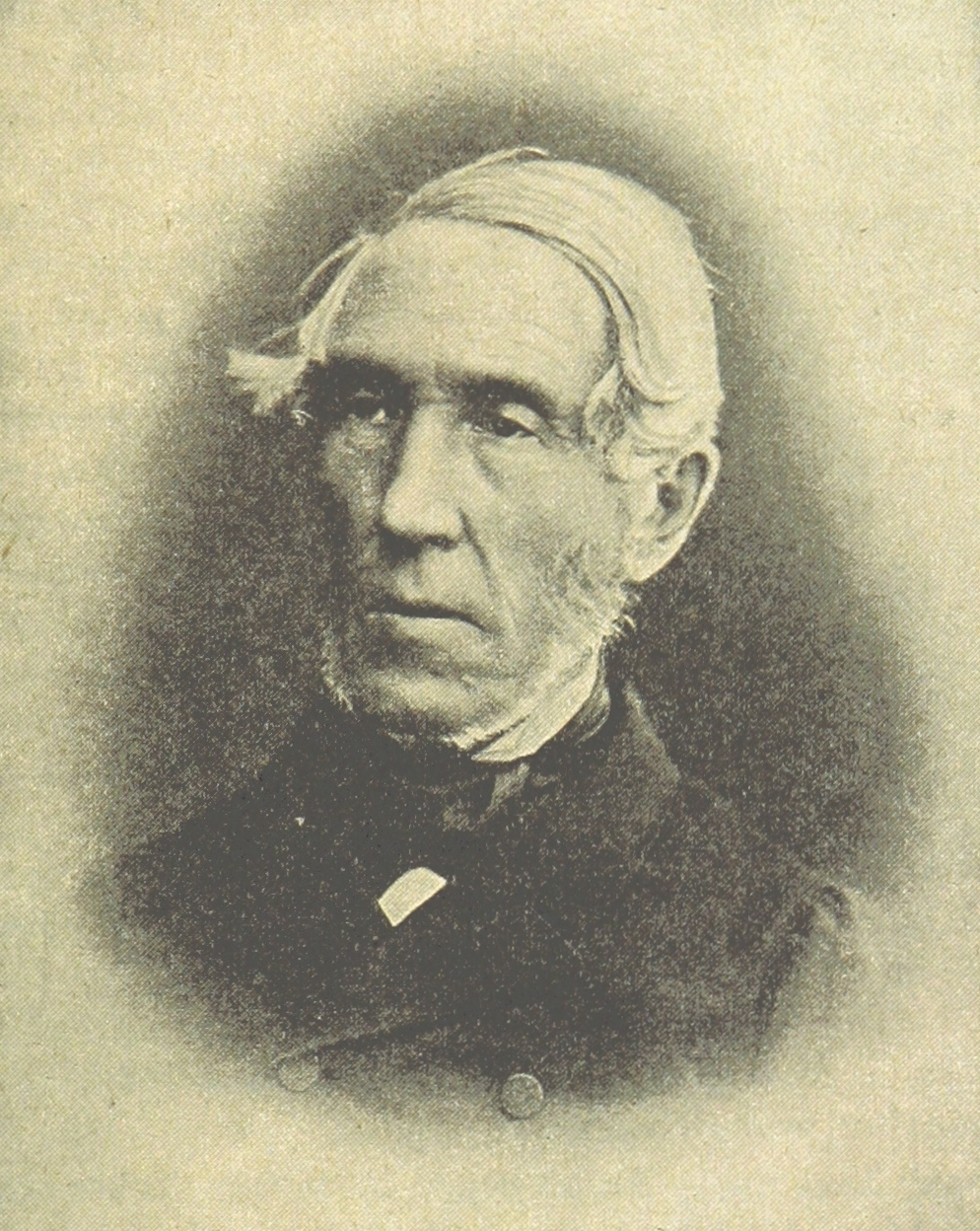
Johan Snellman führte die antischwedischen Fennomanen an
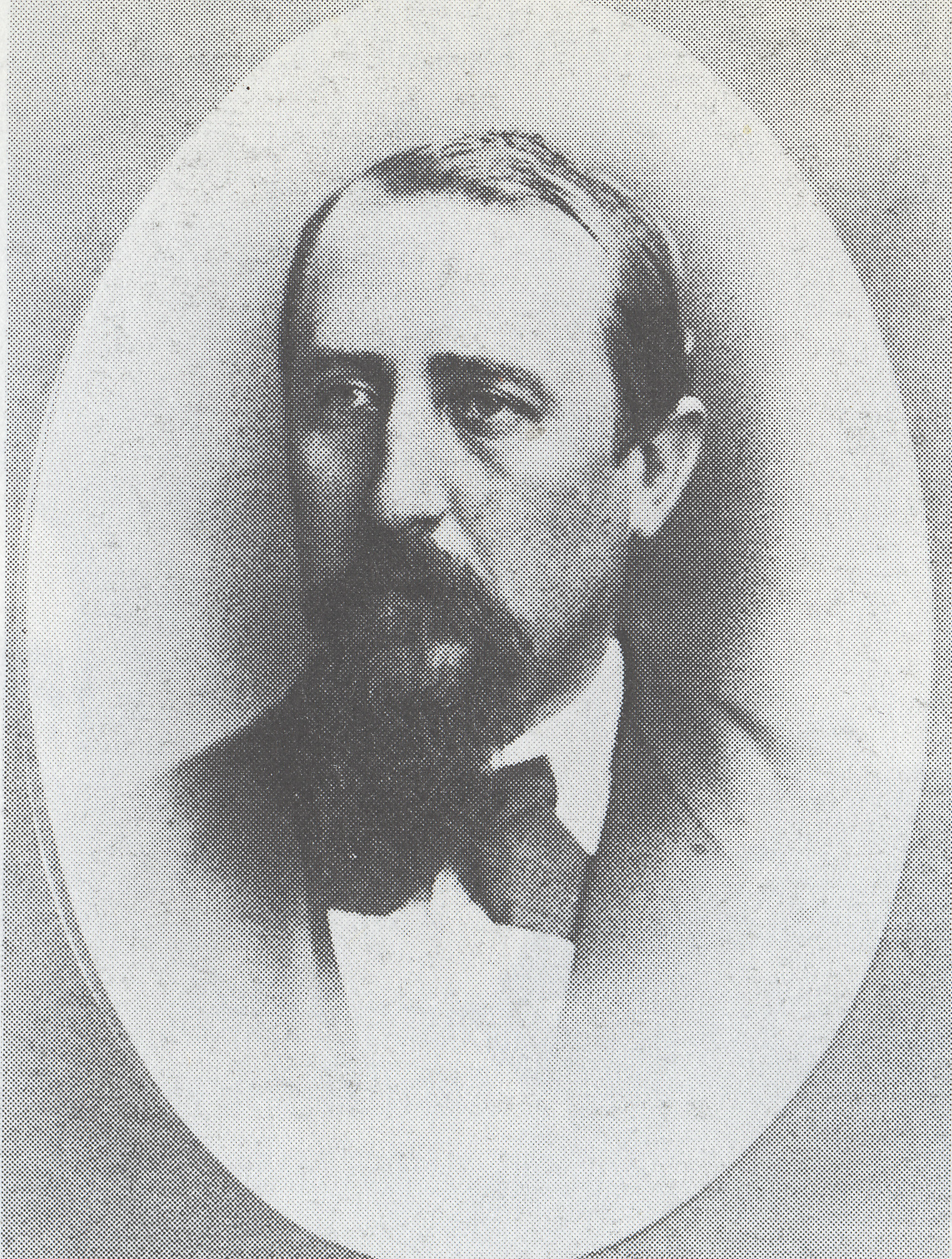
Senator Leo Mechelin kämpfte gegen die Russifizierung

Nachdem im Ergebnis eines weiteren Russisch-Schwedischen Krieges 1809 ganz Finnland an Russland gefallen war, bemühte die finnlandschwedische Oberschicht, sich mit der neuen russischen Herrschaft zu arrangieren. Tatsächlich garantierte der russische Zar dem neueingerichteten Großfürstentum Finnland zunächst dieselben autonomen Sonderrechte, die der schwedische König einst dem Großherzogtum Finnland gewährt hatte. Der Anschluss an den russischen Markt bewirkte die Entstehung eines finnischen Großbürgertums, dessen Bestreben, sich gegenüber den finnlandschwedischen Eliten zu emanzipieren, die russische Politik indirekt förderte. Die Veröffentlichung des Nationalepos Kalevala hob das Nationalgefühl und führte zur Entstehung eines nationalromantischen Karelianismus. Aus dem literarischen Bewusstsein wurde ein politisches. Die so anwachsende Bewegung der (auch finnischsprachige Schwedenfinnen einschließenden) Fennomanen spaltete sich jedoch angesichts der ab Mitte des 19. Jahrhunderts einsetzenden Russifizierungspolitik in Altfinnen und nationalistische Jungfinnen. Letztere forcierten den Sprachenstreit mit den Finnlandschweden, der sich auch nach der Unabhängigkeit Finnlands von Russland fortsetzte. Mit der Unabhängigkeit war 1917 erstmals ein finnischer Nationalstaat entstanden. Aus radikalen Strömungen des Karelianismus und der Fennomanie entstand ein nationalistisches, irredentistisches Großfinnland-Konzept auf Kosten Russlands, welches zur finnischen Intervention im russischen Bürgerkrieg und im Zweiten Weltkrieg führte.

## Finnen außerhalb Finnlands

### Tornedalsfinnen (Schweden)
Die Tornedalsfinnen oder „Tornedalianer“ (schwedisch tornedalsfinnar oder tornedalingar, Eigenbezeichnung auf Meänkieli meänmaalainen) sind eine kulturelle und sprachliche Minderheit in der Provinz Norrbotten in Schweden. Ihre Sprache, Meänkieli, unterscheidet sich in Orthographie, Grammatik und Wortschatz vom Standardfinnischen.
Im Gegensatz zu den Schwedenfinnen sind die Tornedalsfinnen keine Immigranten, sondern leben traditionell in der Region Tornionlaakso (schwedisch Tornedalen), dem Flusstal des Tornionjoki (Torneälven), die 1809 in Folge des russisch-schwedischen Kriegs zwischen Schweden und dem Großfürstentum Finnland (als autonomer Bestandteil des Russischen Kaiserreiches) aufgeteilt wurde.
Sprachhistorisch gehört die gesamte Region zum nordwestfinnischen Dialektgebiet (das mit dem ursprünglich samischsprachigen Gebiet überlappt). Während mehrere ältere dialektale Züge auf beiden Seiten der Grenze bewahrt wurden, charakterisieren Neuerungen aufgrund des Sprachkontakts mit Schwedisch (darunter die markant hohe Anzahl von Lehnwörtern) vor allem den schwedischen Teil des Gebiets. Gleichzeitig ist dort die Zahl der Dialektsprecher aufgrund kultureller Marginalisierung und sprachliche Assimilierung im Laufe des 20. Jahrhunderts kontinuierlich gesunken.
Lokale Aktivitäten zur Wiederbelebung des Meänkieli, das 1999 unter diesem Namen als nationale Minderheitensprache in Schweden offiziell anerkannt wurde, und dessen Weiterentwicklung als Standardsprache begannen in der zweiten Hälfte des 20. Jahrhunderts. Offiziell zählt man heute insgesamt 70.000 Personen, die Meänkieli aktiv oder passiv beherrschen.

### Kvenen (Norwegen)
Die etwa 10.000 Kvenen (Kvener) in Norwegen sind nach einer Definition des schwedischen Forschers Kenneth Hyltenstam „alle Menschen finnischer Sprache und mit finnischem Kulturhintergrund, die vor 1945 in Norwegen eingewandert sind, sowie deren Nachfahren, unter der Voraussetzung, dass der genannte Hintergrund von den betreffenden Personen für relevant erachtet wird“. Die Kvenen siedelten im Mittelalter in den nördlichen Küstenstrichen des Bottnischen Meerbusens und lebten von der Jagd und dem Nahrungserwerb in der Wildnis, trieben Handel mit den Samen und anderen umliegenden Völkern und betrieben auch Ackerbau und Viehzucht. Sie wanderten überwiegend im 18. und 19. Jahrhundert nach Nordnorwegen ein. Seit 1902 durften sie keinen Grund und Boden in Norwegen erwerben, da sie wegen ihrer kulturellen Nähe zum russischen Großfürstentum Finnland als Sicherheitsrisiko galten. Bis 1980 war ihre Sprache als Unterrichtssprache an Grundschulen nicht zugelassen. Die Volksgruppe hat heute den Status einer anerkannten Minderheit, und Kvenisch ist seit 2005 als eigenständige Sprache in Norwegen anerkannt. Kontroversen bestehen hinsichtlich der Frage, ob der Dialekt oder Standardfinnisch gelehrt werden solle. Eine zehnmal im Jahr erscheinende Zeitung veröffentlicht Artikel in beiden Sprachen sowie in Norwegisch und Schwedisch.

### Waldfinnen (Schweden und Norwegen)
In Ostnorwegen (vor allem im Finnskogen; dt. ‚Finnenwald‘) und in Mittelschweden lebt die Gruppe der finnischstämmigen Waldfinnen, die im 16. Jahrhundert einwanderten. In Norwegen besitzen die Waldfinnen zwar den Status einer anerkannten Minderheit, doch sind sie heute größtenteils assimiliert und sprechen auch so gut wie kein Finnisch mehr.

### Finnen in Russland
Etwa 67.000 Finnen lebten noch 1989 als Minderheit in der damaligen Sowjetunion, hauptsächlich im Gebiet von Sankt Petersburg und in der Republik Karelien (dort 2,3 % der Bevölkerung). 34,5 % sprachen noch Finnisch.
Seit fast 2000 Jahren sind die Finnen in Karelien ansässig, wo sie seit dem Mittelalter unter schwedischer und russischer Herrschaft lebten.
Das südliche West-Karelien und Ost-Salla waren von 1812 bis 1940, Petschenga von 1920 bis 1944/47 Teil Finnlands.
Die Finnen um Sankt Petersburg sind Nachkommen von Einwanderern, die nach 1618 bis zum Ende des Großen Nordischen Krieges 1721 diese Gebiete besiedelten, als das Ingermanland eine schwedische Provinz war. Die protestantischen Finnen (Ingermanländer, Eigenbezeichnung: Inkeriläinen) stellten am Ende dieses Zeitraums dort die Bevölkerungsmehrheit.
Nach der russischen Rückeroberung wurden die Finnen allmählich wieder zur Minderheit. Aufgrund ihrer eigenen Konfession mit Finnisch als Sprache im Gottesdienst und seit dem 19. Jahrhundert mit eigenen Schulen und Zeitungen war ihre kulturelle Identität jedoch nicht bedroht. Nach der Oktoberrevolution 1917 in Russland erklärte die lutherische Kirche ihre Selbständigkeit. In den 1930er Jahren setzten starke Repressionen ein. Die Kirche wurde zerschlagen, die Schulen geschlossen. 50.000 sowjetische Finnen wurden noch vor dem Zweiten Weltkrieg deportiert beziehungsweise zwangsumgesiedelt. Weitere umfassende Deportationen folgten nach dem Krieg. Nach Finnland geflohene Ingermanländer mussten an die Sowjetunion ausgeliefert werden. Nachdem es im alten Siedlungsgebiet kaum noch Finnen gab, durften einige nach 1956 zurückkehren. Die größte Gruppe siedelte jedoch in der heutigen Republik Karelien, wo die finnische Sprache gepflegt werden durfte.
Bis 2002 sind etwa 30.000 Russland-Finnen nach Finnland eingewandert. Die Ende der 1980er Jahre wiederentstandene lutherische Kirche hat erheblichen Einfluss erlangt und missioniert heute erfolgreich auch unter Russen.
Es kommt vor, dass der Begriff Ingrier (der eigentlich für die Ischoren steht) mitunter für die Finnen im Ingermanland verwendet wird.

### Finnischstämmige in den USA

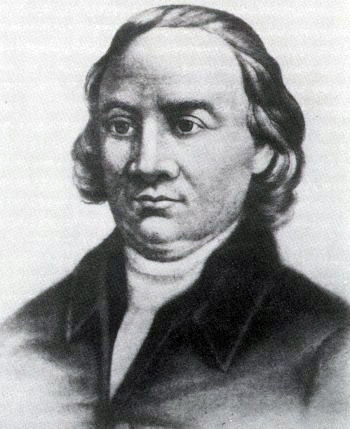
John Morton, ein Nachfahre der ersten, mit den Schweden ins Land gekommenen finnischen Kolonisten, wurde einer der Gründerväter der USA

Bereits in der Mitte des 17. Jahrhunderts hatte Schweden kurzzeitig Kolonien in Nordamerika gegründet (Neuschweden), die meisten der wenigen Kolonisten sollen Finnen gewesen sein. Da die Kolonien aber rasch wieder verloren gingen, lebten im Jahr 1790 erst rund 20.000 Schweden (und Finnen) in den USA.
Die heutigen finnischstämmigen US-Amerikaner sind vor allem Nachkommen von Auswanderern des 19. und 20. Jahrhunderts, wobei die Auswanderung aus Finnland ab 1929 nachließ. Es gibt allerdings keine allgemein verbreiteten Angaben darüber, wie viele Schwedenfinnen, Waldfinnen und Tornedalen sich unter den 1,395 Millionen Schweden und 755.000 Norwegern befanden, die von 1820 bis 1993 in die USA eingewandert sind, und ebenso keine darüber, wie viele der 350.000 finnischen Einwanderer eigentlich Finnlandschweden oder Samen waren. Daher schwanken auch die Zahlenangaben für Finnischstämmige in den USA: Ende des 19. Jahrhunderts sollen es bereits 150.000 gewesen sein, Ende des 20. Jahrhunderts zwischen 300.000 und 660.000 – Tendenz rückläufig. Die meisten Nachkommen finnischer Einwanderer gibt es im US-Bundesstaat Michigan – fast ebenso viele aber auch im Bundesstaat Minnesota, wo die meisten schwedisch- und norwegischstämmischen US-Amerikaner leben.